# زنگ در

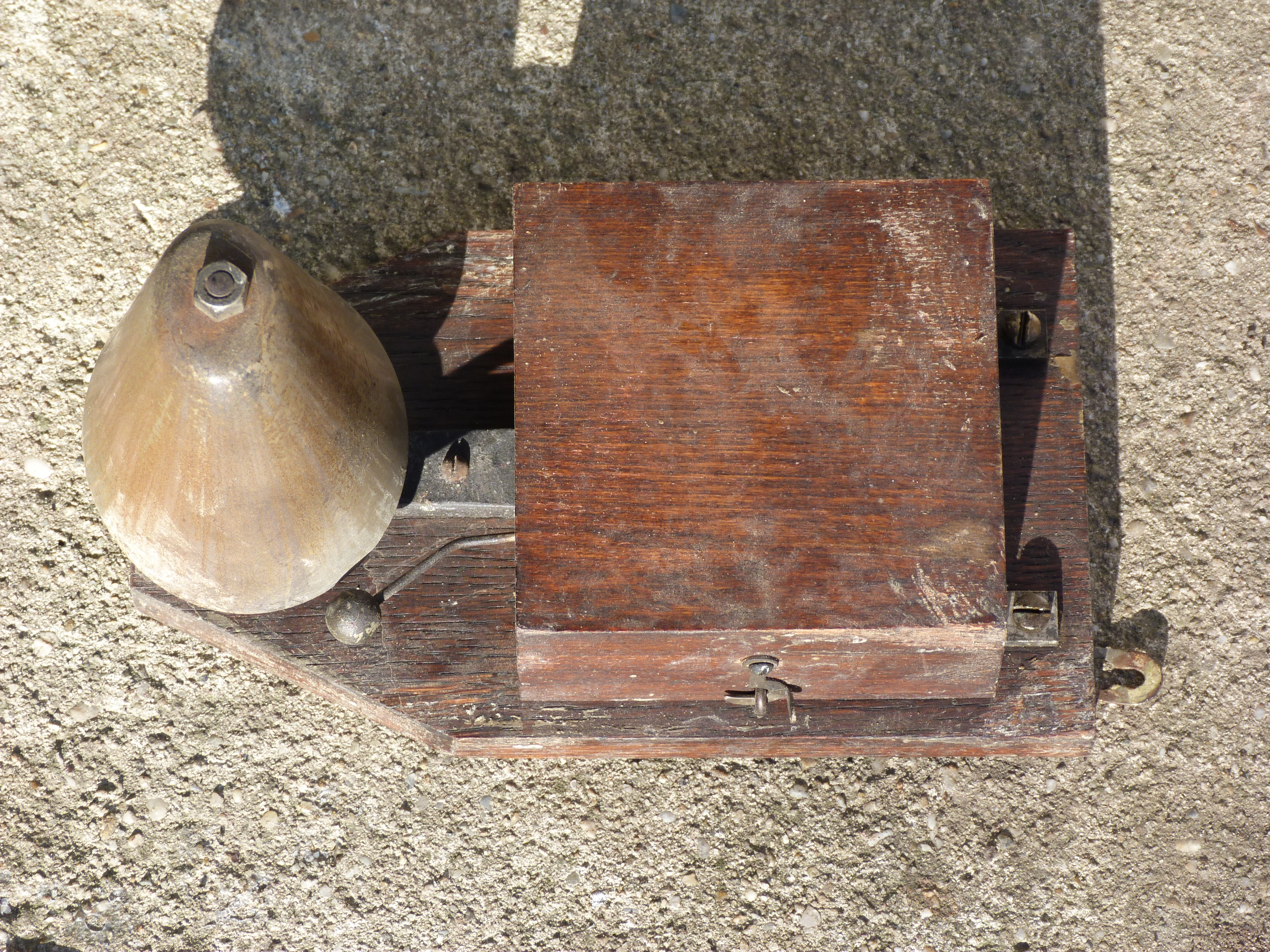
زنگِ در خیابان آندراشی، بوداپست، مربوط به سال ۱۸۸۴

زنگِ در (به انگلیسی: doorbell) نوعی ابزار یا دستگاه علامت‌دهنده است که معمولاً در نزدیکیِ یک ورودی، مثلاً در ساختمان قرار داده شده‌است تا با فشار دادن دکمهٔ زنگ، ساکنان داخل خانه متوجه حضور بازدیدکننده شوند.